# Bugatti EB 110
O Bugatti EB 110 é um automóvel superesportivo com motor central-traseiro produzido pela Bugatti na década de 1990, sucedendo uma das mais célebres marcas de automóvel da história. Foi apresentado em 15 de setembro de 1991 simultaneamente em Versailles e em frente ao Grande Arche de La Défense, em Paris, França, exatamente 110 anos após o nascimento de Ettore Bugatti, criador da marca. Muitas características e tecnologias suas foram utilizadas no Bugatti Veyron, lançado em 2005, como o motor quad-turbo, os dois intercoolers e a tração integral permanente.

## Características técnicas
O carro utiliza um motor 4 tempos, quad-turbo, V12 de 60 válvulas, que transmite a potência às 4 rodas por meio de uma caixa de mudanças manual de 6 marchas. A cilindrada de 3.5L (3499cc3) é obtida por cilindros com diâmetro de 81mm e 56,6mm de curso e proporciona potência de 561 cv (404 kW; 553 hp) a 8000 rpm. Acelera de 0 a 100 km/h em 3,4 segundos e a versão GT alcança a velocidade máxima de 343 km/h (213 m/h).
O Bugatti EB 110 utiliza uma suspensão do tipo duplo A, e o chassis foi desenvolvido pela Aérospatiale, uma empresa de aviação, e montado em fibra de carbono e Nomex, sobre o qual foi montada a mecânica completa e a carroceria do veículo, fabricada a partir de chapas de alumínio finíssimas. O carro foi equipado com as famosas portas Gandini do tipo tesoura e possui ainda um vidro que proporciona uma visão do motor V12 aos ocupantes, e pode ser levantado ou abaixado por meio de um interruptor. A alavanca de câmbio foi localizada próxima ao motorista, visando agilidade as trocas de marcha. O acabamento interno era luxuoso e exclusivo, mas praticamente não havia lugar para a bagagem. A Michelin usou então o carro para desenvolver seus pneus MMX3 de altíssimo desempenho (seguros acima de 300 km/h) e que poderiam rodar vazios, eliminando a necessidade de estepe.
Como era de se esperar devido à baixa cilindrada e à opção pela superalimentação, a imprensa da época reporta que não acontecia nada antes de 4.000 rpm, mas daí em diante toda a potência era despejada de uma só vez, até o limite de giros de 8.000 rpm. Uma revista alemã, uma das poucas publicações que mediram seu desempenho, conseguiu fazer de 0 a 100 km/h em apenas 3,6 segundos e de 0 a 200 km/h em 14 segundos. Sua velocidade máxima era de 334 km/h. Mesmo assim seu comportamento dinâmico era tranquilo, sem surpresas, graças em grande parte à tração integral (com repartição de potência de 73% à traseira e 27% à frente), e a suspensão extremamente equilibrada absorvia muito bem os impactos, o que impressionava para um carro deste tipo. A qualidade do acabamento era boa e o carro dava a sensação de um produto sólido e bem feito.
O peso inicial do carro foi previsto para 1.300 kg, mas ficou em 1.618 kg, fruto de sua complexidade excessiva. Cinco protótipos foram construídos com chassi de alumínio, seguido por oito protótipos construídos com chassi composto. Após estes, acredita-se que apenas 95 unidades do GT SS foram construídos.
Em 1992, um modelo mais leve e potente com 611 cv (450 kW, 603 hp) a 8000 rpm, o Bugatti EB110 SS (SuperSport) foi introduzido. Este carro foi capaz de atingir 348 km/h (216 mp/h) e acelerar de 0 a 100 km/h em 3.2 segundos.
Seu valor era superior a 350.000 dólares para o modelo SS, tornando-o muito exclusivo. No início de 1994 o piloto de Fórmula 1, Michael Schumacher adquiriu um Bugatti EB 110 SuperSport amarelo, dando a companhia uma grande publicidade. Derek Hill, filho do ex-piloto e campeão de Fórmula 1 Phill Hill, foi um dos três pilotos de uma equipe que competiu com um EB 110 nos Estados Unidos em 1996 nas 24 Horas de Daytona.
Apesar de correr pela Ferrari a partir de 1996, e de uma colisão com um caminhão no ano anterior (a qual ele culpou o sistema de travamento), Schumacher manteve seu EB 110SS até 2003. Vendeu o carro a Modena MotorSport, uma oficina especializada em Ferrari, preparação para corridas e venda de Ferraris clássicas na Alemanha.

## História

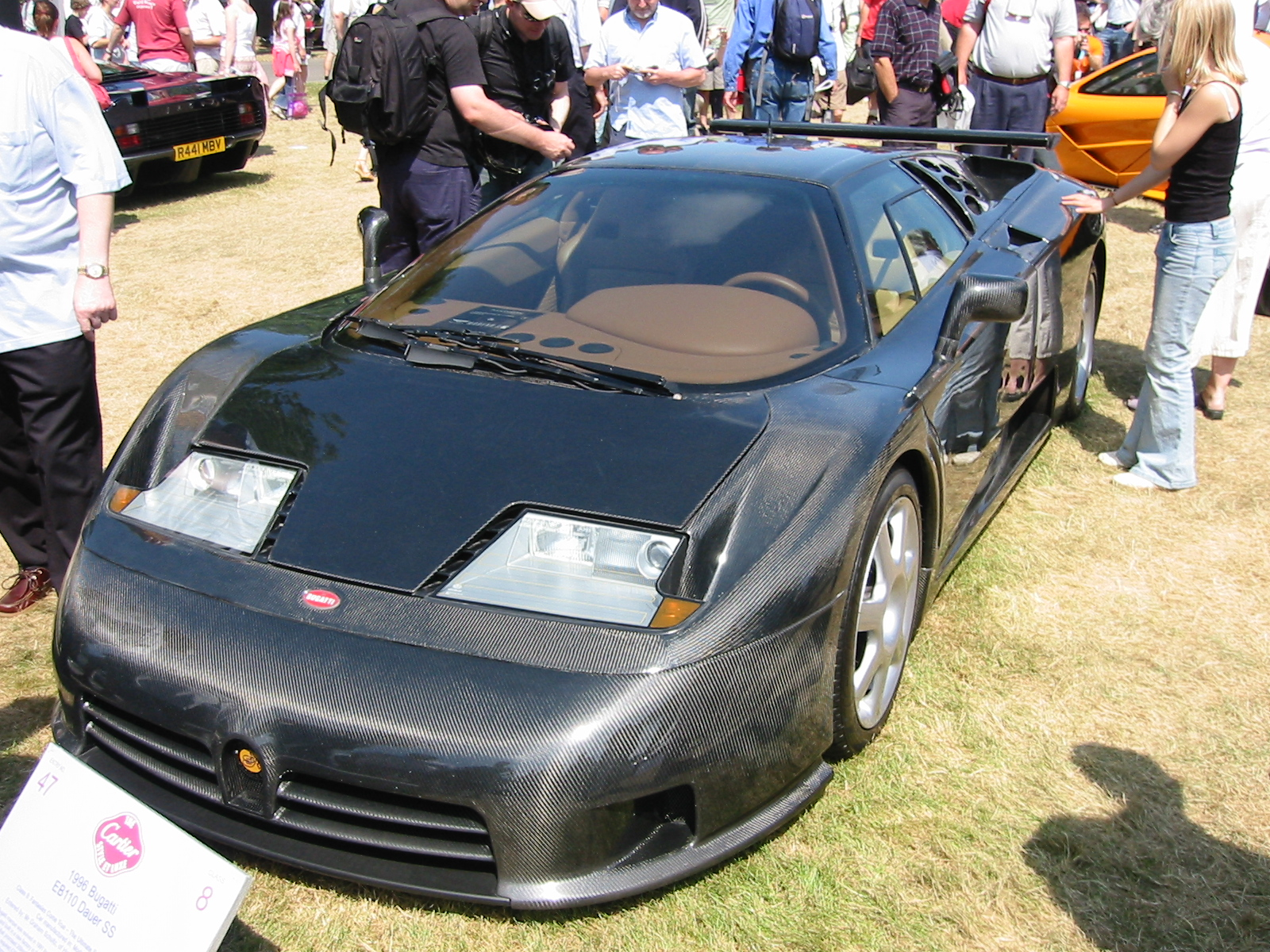
Bugatti EB 110 SS

Em 1951 a Bugatti fechou as portas, mas durante a sua existência deixou modelos que se tornaram históricos. Em 1987 a marca que pertencia à empresa francesa Messier-Bugatti produtora de sofisticados trens de pouso para aeronaves, foi comprada por Romano Artioli, que anunciou que a Bugatti voltaria a produzir automóveis, causando alvoroço entre os fãs da marca. Artiolli captou recursos do governo francês, da Aerospatiale (que produziria o chassis do carro), da fábrica de pneus Michelin, da petrolífera Elf e até da própria Messier-Bugatti. Foi montada uma fábrica com arquitetura arrojada e belíssima, obra do arquiteto Gianpaolo Benedini (que, acabou influindo no estilo do futuro carro). Em 1992, Simon Wood, engenheiro proveniente da Lotus e aquela época vice-diretor técnico da Bugatti, confidenciou a uma revista inglesa que a Bugatti parecia não ter restrições no orçamento.
Para o projeto do primeiro carro, que se chamaria EB 110 (em homenagem aos 110 anos de idade de Ettore Bugatti completaria se vivo, no ano do lançamento do carro), Artioli contratou duas pessoas que fizeram sua fama no início da Lamborghini: o engenheiro Paolo Stanzani e o desenhista Marcello Gandini. Em 1990, Stanzani foi demitido por Artioli, que o acusava de tentar "tomar a empresa", mas já havia deixado o projeto do EB 110 pronto. Foi sucedido por Nicola Materazzi, em cujo currículo constava ter sido engenheiro-chefe do projeto Ferrari F40.
Em meados de 1993 Artioli fêz algo inesperado: comprou a Lotus. Os investidores se cansaram de financiar uma fábrica que não vendia quase nada. A General Motors, então dona da Lotus, queria 26 milhões de libras esterlinas pela empresa. Artioli pagou o preço de uma forma inusitada: cinco milhões foram emprestados pela GM e 10 milhões pela própria Lotus. Com a credibilidade desses empréstimos, Artioli pôde levantar o resto nos bancos. E, é claro, quando virou dono da Lotus, não precisou pagar o empréstimo de 10 milhões.

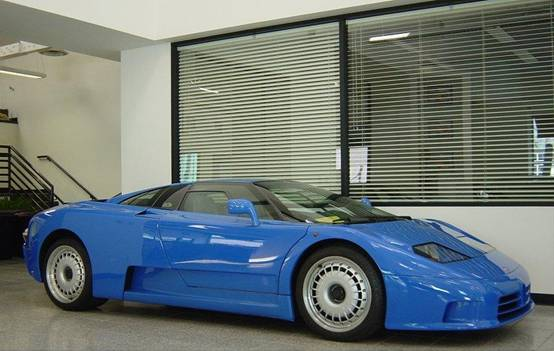
Bugatti EB 110 GT

Já em 1994 o empresário começou a procurar compradores para suas empresas - mas não o conseguiu a tempo. A empresa passou tempos difíceis em 1995 como resultado da grande ambição do presidente Artioli pila  que comprara a Lotus além da ideia de desenvolver o Bugatti EB 112 quatro portas. Em 22 de setembro de 1995 a justiça italiana tomou a fábrica da Bugatti.
A empresa Dauer Racing GmbH de Nuremberg, Alemanha comprou os semiacabados EB 110 na planta de montagem, mais as peças através do administrador do inventário da falência. Os chassi restantes e uma versão do motor foram posteriormente desenvolvidos pela B Engenharia no seu próprio carro esportivo, Edonis.
Durante os processos de liquidação da Bugatti, Artioli permaneceu na Lotus até que vendeu 80% das ações para a Proton, da Malásia, em 1996. Artioli continuou com 20% da empresa (até hoje) e um cargo de diretor, mas foi gradualmente posto de lado, a ponto de retornar a Itália anos depois. Em 1998, finalmente a justiça italiana permitiu que Artioli vendesse o nome Bugatti. A Volkswagen comprou-o por uma quantia que se estima na casa dos 30 milhões de dólares. Some-se a isso os 57 milhões de libras esterlinas que recebeu pela venda da Lotus.

## Ficha técnica
| Bugatti EB 110                                                                                                   | Bugatti EB 110 SS                                                                                                |
| Motor e câmbio                                                                                                   | Motor e câmbio                                                                                                   |
| --- | --- |
| Central-traseiro, longitudinal, 12 cilindros em V                                                                | Central-traseiro, longitudinal, 12 cilindros em V                                                                |
| Duplo comando nos cabeçotes, 5 válvulas por cilindro                                                             | Duplo comando nos cabeçotes, 5 válvulas por cilindro                                                             |
| Diâmetro e curso: 81 mm x 56,6 mm                                                                                | Diâmetro e curso: 81 mm x 56,6 mm                                                                                |
| Cilindrada: 3.499 cm3                                                                                            | Cilindrada: 3.499 cm3                                                                                            |
| Taxa de compressão: 8:1. Injeção multiponto                                                                      | Taxa de compressão: 8:1. Injeção multiponto                                                                      |
| Potência máxima: 561 cv a 8.000 rpm                                                                              | Potência máxima: 611 cv a 8.250 rpm                                                                              |
| Torque máximo: 62,2 m.kgf a 3.750 rpm                                                                            | Torque máximo: 65,3 m.kgf a 4.200 rpm                                                                            |
| 4 turbocompressores, 2 resfriadores de ar (intercoolers)                                                         | 4 turbocompressores, 2 resfriadores de ar (intercoolers)                                                         |
| Câmbio manual de 6 marchas; tração integral permanente. Repartição de potência de 73% à traseira e 27% à frente. | Câmbio manual de 6 marchas; tração integral permanente. Repartição de potência de 73% à traseira e 27% à frente. |
| Freios e rodas                                                                                                   | Freios e rodas                                                                                                   |
| Dianteiras: 9 x 18 pol. Pneus: 245/40 ZR 18; Traseiras: 12 x 18 pol. Pneus: 325/30 ZR 18                         | Dianteiras: 9 x 18 pol. Pneus: 245/40 ZR 18; Traseiras: 12 x 18 pol. Pneus: 325/30 ZR 18                         |
| Dimensões | Dimensões |
| Comprimento: 4,4 m                                                                                               | Comprimento: 4,4 m                                                                                               |
| Largura: 1,96 m                                                                                                  | Largura: 1,96 m                                                                                                  |
| Altura: 1,125 m                                                                                                  | Altura: 1,125 m                                                                                                  |
| Entreeixos: 2,55 m                                                                                               | Entreeixos: 2,55 m                                                                                               |
| Capacidade do tanque: 52 Galões (196 Litros)                                                                     | Capacidade do tanque: Não disponível                                                                             |
| Peso: 1.618 kg                                                                                                   | Peso: 1.418 kg                                                                                                   |
| Desempenho | Desempenho |
| Velocidade máxima: 343 km/h                                                                                      | Velocidade máxima: 348 km/h                                                                                      |
| Aceleração de 0 a 100 km/h: 3,6 s                                                                                | Aceleração de 0 a 100 km/h: 3,2 s                                                                                |
| Aceleração de 0 a 200 km/h: Não Disponível                                                                       | Aceleração de 0 a 200 km/h: 14 s                                                                                 |